# Савари, Феликс
Феликс Савари (фр. Félix Savary; 4 октября 1797, Париж, — 15 июля 1841, Эстажель) — французский астроном.
По окончании курса Политехнической школы получил поручение преподавать геодезию и прикладную механику, затем был назначен профессором астрономии и геодезии в Политехнической школе. Наиболее важна для кинематики и прикладной механики открытая им теорема, выражающая зависимость между кривизнами двух катящихся одна по другой кривых.
Был другом Бальзака, которому писатель в 1845 году посвятил роман «Шагреневая кожа» и с которым он консультировался при написании этой книги.